# Ильинский, Сергей Николаевич
Сергей Николаевич Ильинский (1886, Москва — 7 (20) мая 1914, Ярославль) — российский эсер, террорист.

## Биография
Сергей Ильинский родился в Москве в 1886 году в дворянской семье коллежского советника Николая Ильинского. Сергей обучался в реальном училище Фидлера.
Сергей Ильинский начал принимать участие в революционном движении в 1904 году. Первый раз он был арестован в Москве в декабре 1905 года, во время штурма реального училища Фидлера; был вскоре освобожден.
Ильинский входил в боевую организацию эсеров. Он убил члена Государственного совета графа Алексея Игнатьева в Твери (9 декабря 1906 года) — застрелил графа шестью выстрелами из револьвера. При аресте он неудачно пытался покончить жизнь самоубийством. В 1907 году он был осужден тверским военным судом и приговорен к смертной казни, замененной на 11 лет каторги.
10 апреля 1908 года, по дороге на каторгу, во время пребывания в Александровском централе, Сергей Ильинский совершил побег (вместе с П. H. Мошкиным и А. В. Шмидтом). Через неделю всех бежавших поймали и вновь приговорили к смертной казни, которую заменили на бессрочную каторгу.
22 апреля 1909 года Ильинский прибыл в Горно-Зерентуйскую тюрьму, а в ноябре 1910 года он был переведен в Кутомару. Принимал участие во многих акциях протеста заключенных, в том числе и в Кутомарской трагедии — принял яд, но выжил. В 1913 году Сергей Ильинский был переведен в Ярославский централ, где покончил жизнь самоубийством.